# Het Gooise Leven
Het Gooise Leven of Larens Dorpsleven is een kunstwerk in de Noord-Hollandse plaats Laren. 
Het smeedijzeren beeld werd in de zeventiger jaren van de twintigste eeuw gemaakt door de Larense decorbouwer Cees Snoeij/Snoey (1922-2012). De tekening voor het kunstwerk werd gemaakt door de Hilversumse ontwerper Jacques de Wit (1898-1983). De vormen in het werk werden door Cees Snoeij met een snijbrander uitgezaagd. Daarbij werd de uitvoering bewust grof gehouden. 
In 2018 werd het reeds in stukken gezaagde werk gered uit de wagen van de oudijzerhandelaar. De muurdecoratie hing daarvoor aan de zijgevel van een plaatselijke supermarkt. Het opgehangen kunstwerk leverde overlast op voor ladende en lossende vrachtwagens. De afgezaagde delen werden gekocht door oud-tekenleraar en kunstschilder Hans van Deurnen die het meenam naar zijn huis. Op het werk staan onderwerpen afgebeeld die een relatie met de plaats Laren hebben, zoals oude klederdrachten, herders en een postkoets. Ook de kunstschilders die naar Laren kwamen staan afgebeeld. Meerdere werken van deze kunstenaars van de Larense School hangen in het Singer Museum. Van Deurnen hoopte dat Larens Dorpsleven een plaats zou krijgen aan de muur van het Singer Museum aan de Naarderstraat in Laren. Maker Cees Snoeij werkte namelijk, vóór zijn tijd als decorbouwer voor de Nederlandse televisie, eind vijftiger jaren als toneelmeester bij het Singer Theater. In 2020 is het herplaatst bij de Hertenkamp.